# The House
The House es una película animada en stop-motion de 2022 que cuenta tres historias diferentes en torno a una misma casa, que abarca distintos periodos de tiempo y personajes. Fue producida para Netflix por Nexus Studios en Londres con historias dirigidas por Emma de Swaef, Marc James Roels, Niki Lindroth von Bahr y Paloma Baeza.

## Reparto de voces

### Primera historia
Dirigida por Emma de Swaef y Marc James Roels
- Claudie Blakley
- Matthew Goode
- Mia Goth
- Eleanor De Swaef-Roels
- Mark Heap
- Miranda Richardson
- Josh McGuire
- Stephanie Cole

### Segunda historia
Dirigida por Niki Lindroth von Bahr
- Jarvis Cocker
- Dizzee Rascal
- Yvonne Lombard
- Sven Wollter

### Tercera historia
Dirigida por Paloma Baeza
- Helena Bonham Carter
- Paul Kaye
- Susan Wokoma
- Will Sharpe

## Producción
The House se anunció por primera vez en enero de 2020 como un nuevo proyecto de la compañía Nexus Studios, la cual contaba con tres equipos de directores para contar una historia de tres generaciones familiares distintas en la misma casa. En el Festival de Cine de Annecy de 2021, se anunció el reparto de voces para cada historia. En noviembre de 2021 se revelaron las primeras imágenes junto con la fecha de lanzamiento del 14 de enero de 2022. El primer tráiler se publicó en diciembre de 2021.

## Recepción
En el sitio web Rotten Tomatoes, el 97% de las críticas son positivas, con una calificación media de 7,40 sobre 10. El consenso de la crítica del sitio afirma: "Tanto si eres un fan de la animación stop-motion como si sólo buscas algo profunda y seductoramente extraño, The House te hará sentir como en casa".